# Aize
Aize ist eine Gemeinde im französischen Département Indre in der Region Centre-Val de Loire. Sie gehört zum Kanton Levroux im Arrondissement Issoudun.

## Geografie
Zu Aize gehören neben der Hauptsiedlung auch die Weiler La Villeneuve, Binfou und Carillonnerie. Angrenzende Gemeinden sind Guilly im Westen und im Südwesten, Buxeil im Westen und im Norden, Rouvres-les-Bois im Südwesten, Orville im Nordosten, Saint-Florentin, Vatan und Issoudun im Südosten, Châteauroux im Süden und La Châtre im Südwesten. Aize wird vom Fluss Renon tangiert. Der nächste Bahnhof befindet sich in Gièvres, 22 Kilometer von Aize entfernt.

## Sehenswürdigkeiten

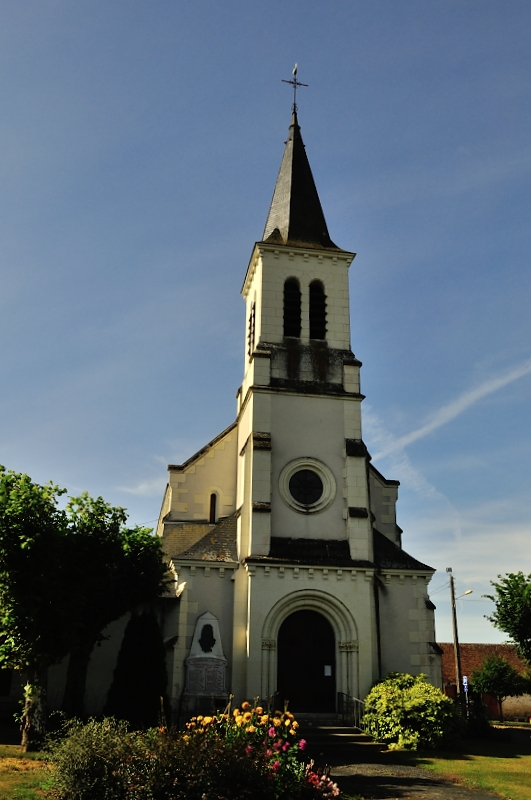
Kirche Saint-Hilaire

- Kirche Saint-Hilaire

## Bevölkerungsentwicklung
| Jahr      | 1962 | 1968 | 1975 | 1982 | 1990 | 1999 | 2007 | 2017 |
| --------- | ---- | ---- | ---- | ---- | ---- | ---- | ---- | ---- |
| Einwohner | 243  | 200  | 169  | 164  | 131  | 126  | 127  | 116  |